# Église de l'Addolorata (Naples)
L'église de l'Addolorata est une église néo-classique de Naples située dans le quartier du Pausilippe. Elle est dédiée à Notre-Dame des Sept-Douleurs.

## Histoire et description
L'église se trouve dans le voisinage immédiat de l'hospice marin de Naples, ouvrage typiquement néo-classique. Elle donne directement via Posillipo et constitue un symbole de la zone. Le quartier du Pausilippe est longtemps demeuré un faubourg peu peuplé de la cité parthénopéenne. Ce n'est que lentement à partir du XVIIIe siècle qu'il s'est urbanisé en rejoignant la ville.
L'église est de dimensions moyennes et de style purement néo-classique avec une façade présentant un portique tétrastyle dorique, s'éloignant des canons du baroque napolitain, style prévalant auparavant. L'extérieur de marbre blanc présente aussi un fronton avec un tympan triangulaire à la grecque et une petite coupole centrale. Elle est précédée de marches de piperno.
L'édifice en mauvais état de conservation a été fermé par l'archidiocèse de Naples.

## Source de la traduction
- (it) Cet article est partiellement ou en totalité issu de l’article de Wikipédia en italien intitulé « Chiesa dell'Addolorata (Napoli) » (voir la liste des auteurs).